# Chi sao
Il termine Chi Sao (黐手, Lingua cantonese chi1 sau², Mandarino standard chǐshǒu), in italiano letteralmente: mani appiccicose, si riferisce a uno degli esercizi più importanti nella pratica dello stile di kung-fu wushu Wing Chun, e consente di sviluppare una reattività tattile immediata ed istintiva in risposta all'azione dell'avversario.

## Il principio
La peculiarità del Wing Chun si fonda sulla naturalezza dei suoi principi, uno dei quali statuisce di non concedere mai spazio all'avversario, il che si traduce in pratica nel cercare sempre il contatto con lui: tenendo gli arti dell'avversario a contatto con i propri, è possibile percepirne forza e direzione del movimento, e di conseguenza applicare gli altri principi e contrattaccare immediatamente. A sviluppare la necessaria sensibilità serve proprio l'esercizio del Chi Sao, che praticato con continuità e dedizione permette di rendere i movimenti di risposta un processo non ragionato e, di conseguenza, molto più veloce.

## La pratica
Si svolge solo in due e, come da una parte si costruisce una certa familiarità col compagno abituale (cosa che ci aiuta all'inizio a familiarizzare con i movimenti in sé e per sé), in seguito è importante esercitarsi con il maggior numero di praticanti possibile, per ampliare il nostro bagaglio di "sensibilità".
Inizialmente si esegue con una mano sola (dan chi sao), alternata (mentre io uso la sinistra, il compagno userà la destra, e viceversa) eseguendo alcune delle tecniche fondamentali in relazione a quelle portate dall'altro.
Esercitate a sufficienza le mani singole si passerà al chi sao vero e proprio a due mani, che prevede alcune sequenze di esercizi prestabilite (i cosiddetti cicli) e la tipologia libera. Partendo da alcune delle tecniche che si sono apprese nella pratica a mano singola si inizia a studiare con il "poon sao", l'esecuzione delle tecniche fondamentali del Chi Sao con ambedue le mani. 
Nel Chi Sao flessibilità e sensibilità sono indispensabili sia per acquisire i principi di questa pratica sia per l'efficacia delle tecniche. Nel Wing Chun si vuole essere come l'acqua, mentre si cede da una parte si entra da un'altra, cercando continuamente una fenditura scoperta da "riempire".
È bene specificare che il Chi Sao non è combattimento. Esso è un esercizio. Le tecniche del Chi Sao saranno poi utili nello scontro reale ma comunque anche quando effettuato liberamente il Chi Sao non vuole essere uno scontro reale e totale. Esso ha un puro scopo esercitativo, talvolta didattico o comunque di abilità limitata al Chi Sao stesso e ai princìpi ad esso relativi.